# Турдубаев, Жолочу Турдубаевич
Жолочу Турдубаевич Турдубаев (кирг. Жолочу Турдубаев; род. 15 декабря 1935, с. Дархан, Джети-Огузский район, Киргизская АССР, РСФСР, СССР) — советский и киргизский партийный и государственный деятель.

## Биография
Родился 15 декабря 1935 года в селе Дарха́н Джеты-Огуского района Иссык-Кулькой области. В 1957 году окончил физико-математический факультет Киргизского государственного университета по специальности «учитель математики» и был направлен на преподавательскую работу в среднюю школу им. Токтогула Лейлекского района Ошской области.
С 1958 по 1963 гг. — завуч школы им. Токтогула, заведующий районным методическим кабинетом.
С 1963 по 1966 гг. — инструктор, затем заведующий отделом Лейлекского районного комитета компартии Киргизии.
В 1966—1971 гг. — инструктор Ошского областного комитета компартии, в 1971—1978 гг. — второй секретарь Токтогульского райкома партии, в 1978—1982 гг. — председатель исполнительного комитета Ляйлякского районного совета трудящихся.
В 1982—1988 гг. — первый секретарь Ак-Суйского райкома партии. Затем переведён в ЦК компартии республики, где три года работал первым заместителем заведующего орготделом, председателем компартии комиссии партийного контроля.
В 1991 году избран первым секретарём Иссык-Кулького обкома партии.
В 1992−1993 гг. — председатель Иссык-Кульского областного комитета по охране природы, затем семь лет председатель Иссык-Кульского областного совета депутатов.
С 2002 по 2007 гг. — председатель президиума Иссык-Кульского областного Совета ветеранов войны труда и вооруженных сил.

## Награды и премии
Награждён двумя орденами Трудового Красного Знамени, двумя орденами «Знак Почёта», медалью «За доблестный труд», Почётной грамотой Президиума Верховного совета Киргизской Республики.